# Dody Goodman
Dody Goodman (właśc. Dolores Goodman, ur. 28 października 1914 roku w Columbus, Ohio, zm. 22 czerwca 2008) – amerykańska aktorka.

## Filmografia
- 2000: Alvin and the Chipmunks Meet the Wolfman jako pani Miller
- 1999: Alvin and the Chipmunks Meet Frankenstein jako Rebecca Miller
- 1995: Cops n Roberts
- 1995: Family Reunion: A Relative Nightmare jako Babcia Dotty Dooley
- 1992: Samantha jako pani Higgins
- 1992: Zamrożone atuty jako pani Patterson
- 1991: Miłość w rytmie Rap jako Mae McCallister
- 1988: I znowu plusk jako pani Stimler
- 1988: Bring Me the Head of Dobie Gillis jako Ruth
- 1987: Przygoda wiewiórek jako Panna Rebecca Miller
- 1985: I Dream of Jeannie: 15 Years Later jako Scheherazade
- 1985: Wakacje w kurorcie jako pani Rawlings
- 1984: Plusk jako pani Stimler
- 1984–1988: Punky Brewster jako pani Morton
- 1983–1991: Alvin & the Chipmunks jako Panna Rebecca Miller
- 1982: Grease 2 jako Blanche Hodel
- 1978: Grease jako Blanche